# حوزه انتخابیه سوم جورجیا
حوزه انتخابیه سوم جورجیا یک حوزه انتخابیه مجلس نمایندگان آمریکا است که در ایالت جورجیا قرار دارد.